# Gustavo Aguilera
Gustavo Gabriel Aguilera (Montevideo, 15 de julio de 1968) es un periodista, comunicador y escritor uruguayo. 
Realizó sus estudios secundarios en el Liceo N.º 26. Se especializó en música, y publicó los libros Errantes que es un recorrido desde 1977 al 1989. El libro fue presentado en la Intendencia de Montevideo y participaron el músico Gabriel Peluffo y el historiador Leonardo Borges.
Y también publicó Mal de la cabeza, que es un recorrido por la historias del rock nacional desde 1990 al 2000.
Participa de diferentes podcast y lleva adelante un canal que se llama Redes Comunicantes.

## Libros
- 1993, Des-cuentos & Texto-clips.
- 1999, La textura de nuestros fantasmas.
- 2010, Nadie nos creería".
- 2014, Errantes. Historias del rock nacional 1977-1989
- 2018, Las puertas de la imaginación.
- 2019, Mal de la cabeza Vol. 1. Historias del rock nacional 1990-2000